# Arturo Rocco
Arturo Rocco (Napoli, 1876 – Roma, 1942) è stato un giurista italiano.

## Biografia
Nacque a Napoli da Alberto Rocco e Maria Berlingieri, ed era il fratello del più celebre Alfredo, fu tra i fondatori dell'Associazione Nazionalista Italiana. Studiò a Roma e, in seguito, insegnò alle università di Urbino (dal 1900 al 1902), Ferrara (dal 1902 al 1907), Cagliari (dal 1907 al 1909), Sassari (dal 1909 al 1911), Siena (dal 1911 al 1916), Napoli (dal 1916 al 1924), Milano (dal 1924 al 1929) e Roma (dal 1929 al 1942).
Fu penalista, promotore di un indirizzo del diritto penale denominato da lui stesso "tecnico-giuridico". Nell'inviargli copia della prima edizione del codice penale, il fratello Alfredo nel 1930 gli scriveva la seguente dedica manoscritta: Al mio caro Arturo, a cui questo codice deve i suoi pregi migliori.

## Opere
- L’oggetto del reato e della tutela giuridica penale (1913)
- Il problema e il metodo nella scienza del diritto penale (1910)